# Sela (gmina Videm)
Sela – wieś w Słowenii, w gminie Videm. W 2018 roku liczyła 196 mieszkańców.